# Aleksandar Tirnanić
Aleksandar Tirke Tirnanić (v srbské cyrilici: Александар Тирке Тирнанић; 15. července 1910 – 13. prosince 1992) byl jugoslávský fotbalista a trenér.

## Mládí a začátky
Narodil se v centrálním srbském městečku Krnjevo (obec Velika Plana) a byl ještě dítě, když se jeho dělnická rodina přestěhovala do hlavního města Bělehradu. Sotva si pamatoval svého otce, kováře, který zemřel v roce 1914 v rámci úsilí srbské armády v první světové válce.[zdroj?]
Mladý Tirnanić, vychovaný matkou vdovou, si rychle oblíbil fotbal, který hrál donekonečna na hřištích Bara Venecija na pravém břehu řeky Sávy. Tam si ho všiml trenér Radenko Mitrović, který talentovaného mladíka přivedl do mládežnické sestavy klubu SK Jugoslavija. Tirnanić se však brzy přesunul do mládežnického týmu BSK Bělehrad, kde se rychle vypracoval v pravé křídlo. Uvědomil si svůj potenciál, zcela se ponořil do fotbalu a opustil školu.

## Klubová kariéra
V seniorském týmu debutoval jako 17letý, rychle se označil za schopného a temperamentního hráče a vytvořil partnerství ve středu pole s Mošou Marjanovićem.
Tirnanić strávil většinu své seniorské klubové kariéry v BSK Bělehrad, za který nastoupil v 500 zápasech. Během své kariéry v BSK měl Tirnanić velké soupeře Leo Lemešiće (1924–1940) a Ljubo Benčiće (1921–1935), kteří hráli za Hajduk Split. Kromě toho nasbíral 50 zápasů a vstřelil 12 gólů za národní tým Království Jugoslávie v letech 1929 až 1940. V roce 1937 opět odešel do SK Jugoslavija, kde hrál do roku 1938, kdy přestoupil do klubu BASK. Za BASK hrál v letech 1938 až 1939. Později hrál za dva bělehradské kluby Jedinstvo (1939–1941) a Sloga (1942–1943).

## Reprezentační kariéra
Objevil se také na Mistrovství světa ve fotbale 1930. Den před dovršením 20 let vstřelil gól, což z něj v té době udělalo nejmladšího střelce na mistrovství světa. Později byl předstižen Manuelem Rosasem v roce 1930, Pelém v roce 1958, Michaelem Owenem v roce 1998, Dmitrijem Syčevem v roce 2002, Lionelem Messim v roce 2006, Divockem Origim v roce 2014 a naposledy Kylianem Mbappém v roce 2018, což z něj činí osmého nejmladšího střelce na mistrovství světa. Později trénoval jugoslávský tým na dalších dvou mistrovstvích světa v letech 1954 a 1958, fotbalových turnajích na letních olympijských hrách, 1948, 1952 a 1960, kdy Jugoslávie vyhrála zlatou medaili, a také se objevil na Mistrovství Evropy ve fotbale 1960, kdy Jugoslávie získala druhé místo.
Během Balkánského poháru, který se konal v roce 1935 v řeckých Aténách, byli Tirnanić a Aleksandar Tomašević nejlepšími střelci turnaje se 3 góly. Díky těmto příspěvkům vyhrála Jugoslávie Balkánský pohár v tomto ročníku a zanechala za sebou Řecko, Rumunsko a Bulharsko.
Ve filmech Montevideo, Bůh ti žehnej! (2010) a Uvidíme se v Montevideu (2014), Tirnaniće ztvárnil herec Miloš Biković.

### Reprezentační góly
Jugoslávské góly jsou zvýrazněny jako první.
| #   | Datum             | Místo                                                 | Soupeř    | Skóre | Výsledek | Soutěž                            |
| --- | ----------------- | ----------------------------------------------------- | --------- | ----- | -------- | --------------------------------- |
| 1.  | 13. dubna 1930    | Stadion BSK Bělehrad, Bělehrad, Království Jugoslávie | Bulharsko | 3–1   | 6–1      | Přátelský zápas                   |
| 2.  | 15. června 1930   | Levski Field, Sofie, Bulharsko                        | Bulharsko | 1–2   | 2–2      | Přátelský zápas                   |
| 3.  | 14. července 1930 | Estadio Gran Parque Central, Montevideo, Uruguay      | Brazílie  | 1–0   | 2–1      | Mistrovství světa ve fotbale 1930 |
| 4.  | 4. října 1931     | Yunak Stadium, Sofie, Bulharsko                       | Bulharsko | 1–0   | 2–3      | Balkánský pohár 1931              |
| 5.  | 26. června 1932   | Stadion BSK Bělehrad, Bělehrad, Království Jugoslávie | Řecko     | 1–1   | 7–1      | Balkánský pohár 1932              |
| 6.  | 10. září 1933     | Stadion Wojska Polskiego, Varšava, Polsko             | Polsko    | 3–4   | 3–4      | Přátelský zápas                   |
| 7.  | 3. června 1934    | Stadion BSK Bělehrad, Bělehrad, Království Jugoslávie | Brazílie  | 7–4   | 8–4      | Přátelský zápas                   |
| 8.  | 25. prosince 1934 | Apostolos Nikolaidis Stadium, Athény, Řecko           | Bulharsko | 3–1   | 4–3      | Balkánský pohár 1934/35           |
| 9.  | 25. prosince 1934 | Apostolos Nikolaidis Stadium, Athény, Řecko           | Bulharsko | 4–1   | 4–3      | Balkánský pohár 1934/35           |
| 10. | 1. ledna 1935     | Apostolos Nikolaidis Stadium, Athény, Řecko           | Rumunsko  | 1–0   | 4–0      | Balkánský pohár 1934/35           |
| 11. | 12. července 1936 | Taksim Stadium, Istanbul, Turecko                     | Turecko   | 3–2   | 3–3      | Přátelský zápas                   |
| 12. | 6. září 1936      | Stadion BSK Bělehrad, Bělehrad, Království Jugoslávie | Polsko    | 9–3   | 9–3      | Přátelský zápas                   |